# Coupe Mitropa 1937
 (mai 2020).
Si vous disposez d'ouvrages ou d'articles de référence ou si vous connaissez des sites web de qualité traitant du thème abordé ici, merci de compléter l'article en donnant les références utiles à sa vérifiabilité et en les liant à la section « Notes et références ».
Navigation
Édition précédente Édition suivante

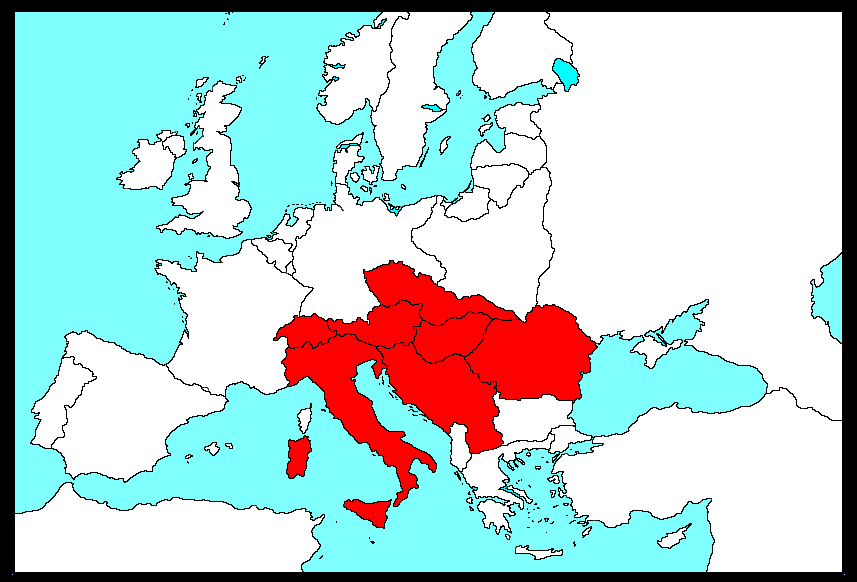
zone géographique de Mitropa

La Coupe Mitropa 1937 est la huitième édition de la Coupe Mitropa qui est remporté pour la seconde fois par le Ferencváros TC.

## Compétition
Les matchs des huitièmes, des quarts, des demies et la finale sont en format aller-retour. S'il y a match nul au score cumulé des matchs aller-retour, alors un troisième match se jouera.

### Huitièmes de finale
| Équipe 1                | Résultat | Équipe 2                  | Aller | Retour | Appui |
| ----------------------- | -------- | ------------------------- | ----- | ------ | ----- |
| Slavia Prague           | 3-5      | Ferencváros               | 2-2   | 1-3    |       |
| First Vienna            | 2 -2     | SC Young Fellows Juventus | 2-1   | 0-1    | 2-0   |
| Bologne FC              | 2-7      | Austria Vienne            | 1-2   | 1-5    |       |
| Venus Bucarest          | 5-10     | Újpest FC                 | 4-6   | 1-4    |       |
| Admira Vienne           | 3 -3     | Sparta Prague             | 1-1   | 2-2    | 2-0   |
| Genoa CFC               | 6-1      | Građanski                 | 3-1   | 3-0    |       |
| MTK Budapest FC         | 3-4      | SS Lazio                  | 1-1   | 2-3    |       |
| Grasshopper Club Zurich | 6-5      | SK Prostějov              | 4 -3  | 2-2    |       |

### Quart de finale
| Équipe 1          | Résultat | Équipe 2                | Aller | Retour | Appui |
| ----------------- | -------- | ----------------------- | ----- | ------ | ----- |
| Ferencváros TC    | 2-2      | First Vienna            | 2-1   | 0-1    | 2-1   |
| FK Austria Vienne | 7-5      | Újpest FC               | 5-4   | 2-1    |       |
| SS Lazio          | 8-4      | Grasshopper Club Zurich | 6-1   | 2-3    |       |
| Admira Vienne     |          | Genoa CFC               | 2-2   |        |       |

### Demi-finales
| Équipe 1       | Résultat | Équipe 2       | Aller | Retour |
| -------------- | -------- | -------------- | ----- | ------ |
| Austria Vienne | 5-7      | Ferencváros TC | 4-1   | 1-6    |
| SS Lazio       |          |                |       |        |

### Finale
| Équipe 1       | Résultat | Équipe 2 | Aller | Retour |
| -------------- | -------- | -------- | ----- | ------ |
| Ferencváros TC | 9-6      | SS Lazio | 4-2   | 5-4    |